# Olympische Sommerspiele 2024/Leichtathletik – Hammerwurf (Männer)
Der Hammerwurfwettkampf der Herren bei den Olympischen Spielen 2024 in Paris wurde am 2. August (Qualifikation) und am 4. August (Finale) im Stade de France abgehalten.

## Aktuelle Titelträger
| Olympiasieger                        | Wojciech Nowicki ( Polen)          | 82,52 m | Tokio 2020     |
| Weltmeister                          | Ethan Katzberg ( Kanada)           | 81,25 m | Budapest 2023  |
| Europameister                        | Wojciech Nowicki ( Polen)          | 80,95 m | Rom 2024       |
| Nord-/Zentralamerika-/Karibikmeister | Rudy Winkler ( Vereinigte Staaten) | 78,29 m | Freeport 2022  |
| Südamerikameister                    | Humberto Mansilla ( Chile)         | 75,92 m | São Paulo 2023 |
| Asienmeister                         | Wang Qi ( China)                   | 72,13 m | Bangkok 2023   |
| Afrikameister                        | Mostafa el-Gamel ( Ägypten)        | 72,88 m | Douala 2024    |
| Ozeanienmeister                      | Anthony Nobilo ( Neuseeland)       | 65,18 m | Suva 2024      |

## Rekorde

### Bestehende Rekorde
| Weltrekord         | Jurij Sjedych ()                  | 86,74 m | Stuttgart, Deutschland | 30. August 1986    |
| Olympischer Rekord | Sergei Nikolajewitsch Litwinow () | 84,80 m | Finale Seoul, Südkorea | 26. September 1988 |

## Qualifikation
2. August 2024, 10:10 Uhr
Mit einem Wurf von mindestens 77,00 Meter oder einer Platzierung unter den besten 12 Athleten qualifizierte sich ein Athlet für das Finale.
| Rang | Gruppe | Athlet                 | Nation             | Versuch (in m) | Versuch (in m) | Versuch (in m) | Weite (in m) | Anm.  |
| Rang | Gruppe | Athlet                 | Nation             | 1              | 2              | 3              | Weite (in m) | Anm.  |
| ---- | ------ | ---------------------- | ------------------ | -------------- | -------------- | -------------- | ------------ | ----- |
| 1    | B      | Ethan Katzberg         | Kanada             | x              | 79,93          |                | 79,93        | Q     |
| 2    | A      | Rowan Hamilton         | Kanada             | 76,97          | x              | 77,78          | 77,78        | Q, PB |
| 3    | A      | Mychajlo Kochan        | Ukraine            | x              | 77,42          |                | 77,42        | Q     |
| 4    | B      | Rudy Winkler           | Vereinigte Staaten | 77,29          |                |                | 77,29        | Q     |
| 5    | B      | Eivind Henriksen       | Norwegen           | x              | 77,14          |                | 77,14        | Q, SB |
| 6    | B      | Bence Halász           | Ungarn             | 76,84          | 72,89          | 76,90          | 76,90        | q     |
| 7    | A      | Yann Chaussinand       | Frankreich         | x              | 75,43          | 76,86          | 76,86        | q     |
| 8    | A      | Thomas Mardal          | Norwegen           | 76,16          | 76,78          | 73,71          | 76,78        | q     |
| 9    | B      | Paweł Fajdek           | Polen              | x              | x              | 76,56          | 76,56        | q     |
| 10   | A      | Wojciech Nowicki       | Polen              | x              | 76,32          | 75,50          | 76,32        | q     |
| 11   | B      | Christos Frantzeskakis | Griechenland       | 75,53          | 73,94          | 74,21          | 75,53        | q     |
| 12   | B      | Merlin Hummel          | Deutschland        | 75,25          | x              | x              | 75,25        | q     |
| 13   | B      | Adam Keenan            | Kanada             | x              | 69,97          | 74,45          | 74,45        | SB    |
| 14   | B      | Denzel Comenentia      | Niederlande        | x              | 72,17          | 74,31          | 74,31        |       |
| 15   | A      | Ragnar Carlsson        | Schweden           | 72,72          | 73,96          | 73,94          | 73,96        |       |
| 16   | B      | Volodymyr Myslyvčuk    | Tschechien         | 73,84          | x              | x              | 73,84        |       |
| 17   | A      | Matija Gregurić        | Kroatien           | 71,48          | 72,94          | 73,69          | 73,69        |       |
| 18   | A      | Serghei Marghiev       | Moldau             | 73,46          | x              | 70,73          | 73,46        |       |
| 19   | A      | Wang Qi                | China              | 65,43          | 72,52          | 69,60          | 72,52        |       |
| 20   | B      | Gabriel Kehr           | Chile              | 72,28          | 72,12          | 72,31          | 72,31        |       |
| 21   | B      | Dániel Rába            | Ungarn             | 71,37          | x              | 72,29          | 72,29        |       |
| 22   | B      | Diego del Real         | Mexiko             | 69,39          | 72,10          | x              | 72,10        |       |
| 23   | B      | Joaquín Gómez          | Argentinien        | x              | 64,94          | 72,10          | 72,10        |       |
| 24   | A      | Humberto Mansilla      | Chile              | 71,75          | 71,83          | 70,81          | 71,83        |       |
| 25   | A      | Donát Varga            | Ungarn             | 69,95          | 71,65          | 69,71          | 71,65        |       |
| 26   | B      | Jerome Vega            | Puerto Rico        | 69,19          | 71,61          | 70,44          | 71,61        |       |
| 27   | B      | Özkan Baltacı          | Türkei             | x              | 71,40          | 71,24          | 71,40        |       |
| 28   | A      | Sören Klose            | Deutschland        | 71,20          | x              | x              | 71,20        |       |
| 29   | A      | Michalis Anastasakis   | Griechenland       | x              | 70,14          | x              | 70,14        |       |
| 30   | A      | Mostafa el-Gamel       | Ägypten            | 68,12          | 68,65          | 70,09          | 70,09        |       |
| 31   | A      | Patrik Hájek           | Tschechien         | 67,96          | 68,45          | 68,80          | 68,80        |       |
|      | A      | Daniel Haugh           | Vereinigte Staaten | x              | x              | x              | NM           |       |

## Finale
4. August 2024, 20:30 Uhr
| Rang | Athlet                 | Nation             | Versuch (in m) | Versuch (in m) | Versuch (in m) | Versuch (in m) | Versuch (in m) | Versuch (in m) | Weite (in m) | Anm. |
| Rang | Athlet                 | Nation             | 1              | 2              | 3              | 4              | 5              | 6              | Weite (in m) | Anm. |
| ---- | ---------------------- | ------------------ | -------------- | -------------- | -------------- | -------------- | -------------- | -------------- | ------------ | ---- |
| 1    | Ethan Katzberg         | Kanada             | 84,12          | x              | 82,28          | x              | x              | x              | 84,12        |      |
| 2    | Bence Halász           | Ungarn             | 77,58          | 78,84          | 79,97          | 79,94          | 77,66          | 79,82          | 79,97        |      |
| 3    | Mychajlo Kochan        | Ukraine            | 78,54          | 79,39          | x              | 78,17          | 76,53          | 79,24          | 79,39        |      |
| 4    | Eivind Henriksen       | Norwegen           | 76,45          | 79,18          | x              | x              | 76,11          | x              | 79,18        | SB   |
| 5    | Paweł Fajdek           | Polen              | 78,01          | 77,22          | 78,57          | 78,80          | x              | 76,64          | 78,80        |      |
| 6    | Rudy Winkler           | Vereinigte Staaten | 77,92          | x              | x              | x              | 71,90          | x              | 77,92        |      |
| 7    | Wojciech Nowicki       | Polen              | 77,42          | 77,28          | 76,75          | 77,03          | x              | 75,92          | 77,42        |      |
| 8    | Yann Chaussinand       | Frankreich         | x              | x              | 77,38          | 77,15          | x              | x              | 77,38        |      |
| 9    | Rowan Hamilton         | Kanada             | 76,59          | x              | x              | ausgeschieden  | ausgeschieden  | ausgeschieden  | 76,59        |      |
| 10   | Merlin Hummel          | Deutschland        | 74,85          | 76,03          | x              | ausgeschieden  | ausgeschieden  | ausgeschieden  | 76,03        |      |
| 11   | Thomas Mardal          | Norwegen           | 74,25          | 73,68          | x              | ausgeschieden  | ausgeschieden  | ausgeschieden  | 74,25        |      |
| 12   | Christos Frantzeskakis | Griechenland       | x              | 73,34          | x              | ausgeschieden  | ausgeschieden  | ausgeschieden  | 73,34        |      |